# Trackball

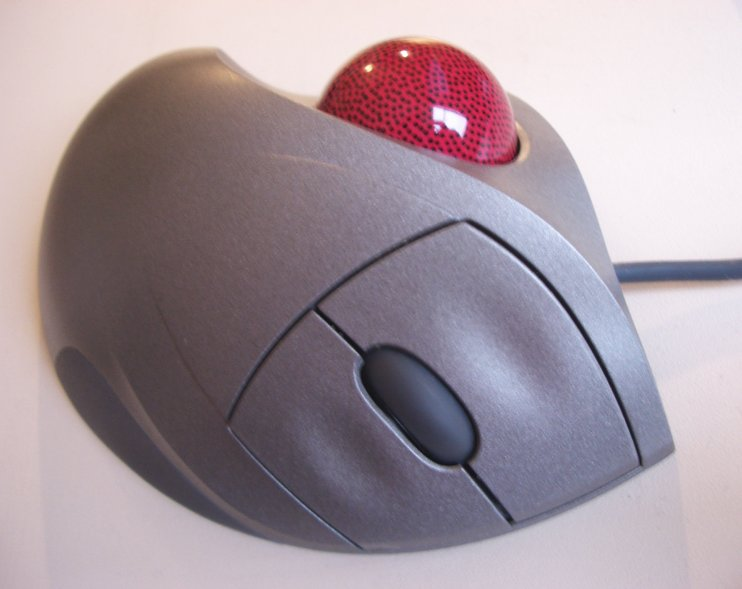
Een Logitech TrackMan

Een trackball (soms rugmuis genoemd) is een aanwijsapparaat dat bestaat uit een in een behuizing geplaatste kogel en van sensoren is voorzien om de balrotatie over twee assen te detecteren. Een trackball ziet er over het algemeen uit als een omgekeerde muis met een gedeeltelijk blootliggende en uitstekende kogel.
Door de kogel met de vingers, duim of handpalm te bewegen wordt de cursor op het beeldscherm verplaatst.
Trackballs worden veel bij CAD-werkstations toegepast vanwege het bedieningsgemak (voor de uitvinding van het aanraakscherm) en de ruimtebesparing (in een werkomgeving is niet altijd voldoende ruimte aanwezig voor het gebruik van een computermuis).
Trackballs zijn eveneens handig bij gebruik van een laptop, omdat deze bij gebruik op z'n plek blijft staan en dus niet hoeft te worden bewogen, zodat voor het gebruik geen extra ruimte nodig is. Soms kan een trackball aan een toetsenbord worden bevestigd en sommige beschikken over geïntegreerde knoppen die dezelfde functies als standaard muisknoppen hebben. Trackballs worden soms aangetroffen op geautomatiseerde werkstations die ontwikkeld zijn voor speciale doeleinden zoals radarapparatuur in een controlekamer van de luchtverkeersleiding of sonarapparatuur op een schip of een onderzeeboot.
Trackballs hebben een wat beperkt gebruik in computerspellen gekend, in het bijzonder de vroege arcadespellen.
Een van de beroemdere spellen die een trackball gebruikte was Centipide. Atari's "Football" was het eerste arcadespel dat een trackball gebruikte en in 1978 in de arcadehal verscheen. Atari noemde haar trackball overigens "Trak-ball". De eerste spelcomputers waren gewoonlijk uitgerust met een trackball; tegenwoordig is dit echter een zeldzaamheid.
Voor de Atari 2600 was een trackball als randapparaat optioneel verkrijgbaar, terwijl de joystick de geldende norm was en werd meegeleverd met het systeem. Ook voor de meeste 8- en 16-bits homecomputersystemen was een trackball verkrijgbaar, die echter vaak slechts met speciaal voor een trackball geschreven programmatoepassing kon worden gebruikt en niet bedoeld was ter vervanging van een joystick of muis.
Heden ten dage worden trackballs nog vaak aangetroffen in golfmachines, bijvoorbeeld "Golden T", om de swing van de club te simuleren.
Trackballs worden in enkele internetcafés als aanwijsapparaat voor de aanwezige computers gebruikt. In tegenstelling tot een muis kan een trackball eenvoudig in de console of het toetsenbord worden ingebouwd en deze is dus beter bestand tegen vandalisme.

## Ergonomie
Sommige computergebruikers verkiezen om ergonomische redenen een trackball boven de meer gebruikelijke muis. Vooralsnog is er nog geen eensluidend en afdoende bewijs dat de één beter is dan de andere in termen van comfort en voorkoming van bijvoorbeeld RSI-aandoeningen. Gebruikers wordt geadviseerd om de verschillende apparaten uit te proberen, de juiste werkhouding aan te nemen en regelmatig een werkpauze in te lassen.